# 史應聘
史應聘（？—？），字任甫，河南懷慶府河內縣人，軍籍，明末清初政治人物。

## 生平
萬曆四十三年（1615年）乙卯科河南鄉試舉人，天啟五年（1625年）乙丑科進士。授豐潤縣知縣，七年（1627年）調寶坻縣知縣，崇禎三年（1630年）起為戶科給事中，十七年（1644年）二月李自成攻陷懷慶後赴西安，四月清軍入關時降清，順治二年（1645年）授陝西布政使司參議，兼管潼關監軍道，三年（1646年）以疾致仕。

## 家族
兄史應選，江西按察司副使、兵備南瑞。